# 1390年代
1390年代（せんさんびゃくきゅうじゅうねんだい）は、西暦（ユリウス暦）1390年から1399年までの10年間を指す十年紀。

## できごと

### 1391年
- 北元滅ぶ。
- 明徳の乱。

### 1392年
- 南北朝合一。

### 1396年
- ニコポリスの戦いにより、オスマン帝国がバルカン半島を制圧。

### 1397年
- 足利義満、鹿苑寺金閣を造営。